# 耶律释鲁
耶律释鲁（?—?），字述澜（率懒），又作室鲁、述鲁。为契丹（遼朝）皇族，耶律匀德实第三子，辽太祖伯父。
遥辇钦德在位时，他和耶律辖底夺去夷里堇之位，自任于越，总理军国事，北征室韦，西征党项，平定库莫奚。以耶律阿保机为挞马。最后被其子滑哥所杀。享年五十七岁，辽兴宗重熙二十一年（1052年），追封隋国王。后代号仲父房，其孙耶律休哥（耶律绾思之子）、玄孫耶律資忠和耶律昭、後裔耶律抹只、耶律的琭、耶律仙童、耶律韓留、耶律塔不也。

## 传記資料
- 《遼史》卷64 表第2 皇子表

1. ↑  《遼史·皇族表》